# Asian 9-Ball-Tour
Die Asian 9-Ball-Tour (auch: San Miguel Asian 9-Ball Tour, Guinness 9-Ball Tour, Guinness World Series of Pool) war eine Poolbillard-Turnierserie.
Dabei fanden zwischen 2003 und 2008 zwei bis fünf 9-Ball-Turniere statt, wobei es 2007 und 2008 zudem jeweils ein Saison-Finalturnier gab. Von 2010 bis 2012 wurde jeweils ein 10-Ball-Turnier unter dem Namen World Series of Pool in Jakarta in Indonesien ausgetragen, 2012 war dies Speedpool-Turnier.
Der Taiwaner Yang Ching-shun ist mit sieben Siegen und zwei zweiten Plätzen der erfolgreichste Spieler der Asian 9-Ball-Tour. Der Philippiner Efren Reyes gewann ebenfalls sieben Turniere, der Taiwaner Chang Jung-Lin gewann sechs Turniere.

## Turnierergebnisse

### San Miguel Asian 9-Ball Tour
| Jahr | # | Austragungsort    | Sieger          | Ergebnis | Finalist             |
| ---- | - | ----------------- | --------------- | -------- | -------------------- |
| 2003 | 1 | Singapur          | Yang Ching-shun | 11:7     | Warren Kiamco        |
| 2003 | 2 | Philippinen       | Efren Reyes     | 11:2     | Warren Kiamco        |
| 2004 | 1 | Singapur          | Efren Reyes     | 11:4     | Warren Kiamco        |
| 2004 | 2 | Vietnam           | Efren Reyes     | 11:9     | Chao Fong-Pang       |
| 2004 | 3 | Hongkong          | Yang Ching-shun | 11:9     | Hsia Hui-kai         |
| 2004 | 4 | Taiwan            | Efren Reyes     | 12:10    | Jeong Young-hwa      |
| 2004 | 5 | Philippinen       | Lee Van Corteza | 13:11    | Francisco Bustamante |
| 2005 | 1 | Singapur          | Gandy Valle     | 11:9     | Wu Chia-Ching        |
| 2005 | 2 | Jakarta           | Efren Reyes     | 11:6     | Yang Ching-shun      |
| 2005 | 3 | Kaohsiung         | Yang Ching-shun | 11:3     | Au Chi-Wai           |
| 2005 | 4 | Manila            | Ronato Alcano   | 11:6     | Yang Ching-shun      |
| 2006 | 1 | Ho-Chi-Minh-Stadt | Efren Reyes     | 11:6     | Li Hewen             |
| 2006 | 2 | Bangkok           | Ramil Gallego   | 11:8     | Au Chi-Wai           |
| 2006 | 3 | Kaohsiung         | Rodolfo Luat    | 11:7     | Hsia Hui-kai         |
| 2006 | 4 | Jakarta           | Efren Reyes     | 11:6     | Ricky Yang           |

### Guinness 9-Ball Tour
| Jahr | #      | Austragungsort    | Sieger          | Ergebnis | Finalist         |
| ---- | ------ | ----------------- | --------------- | -------- | ---------------- |
| 2007 | 1      | Jakarta           | Chang Jung-Lin  | 11:5     | Lee Van Corteza  |
| 2007 | 2      | Kaohsiung         | Yang Ching-shun | 11:6     | Chao Fong-Pang   |
| 2007 | 3      | Genting Highlands | Chang Jung-Lin  | 11:8     | Dharminder Lilly |
| 2007 | 4      | Singapur          | Yang Ching-shun | 11:8     | Ibrahim Bin Amir |
| 2007 | 5      | Shanghai          | Yang Ching-shun | 12:10    | Ronato Alcano    |
| 2007 | Finale | Bali              | Chang Jung-Lin  | 11:8     | Lee Van Corteza  |
| 2008 | 1      | Taipeh            | Chang Jung-Lin  | 11:5     | Joven Bustamante |
| 2008 | 2      | Penang            | Chang Jung-Lin  | 11:7     | Wang Hsun-hsiang |
| 2008 | 3      | Genting Highlands | Chang Jung-Lin  | 11:6     | Antonio Gabica   |
| 2008 | 4      | Singapur          | Alex Pagulayan  | 11:6     | Dennis Orcollo   |
| 2008 | 5      | Guangzhou         | Dennis Orcollo  | 11:6     | Wang Hsun-hsiang |
| 2008 | Finale | Jakarta           | Yang Ching-shun | 11:9     | Wu Chia-Ching    |

### World Series of Pool
| Jahr | Austragungsort | Sieger       | Finalist       |
| ---- | -------------- | ------------ | -------------- |
| 2010 | Jakarta        | Jundel Mazon | Irsal Nasution |
| 2011 | Jakarta        | Ko Pin-yi    | unbekannt      |
| 2012 | Jakarta        | Karl Boyes   | unbekannt      |